# راؤول فالنبرغ
راؤول فالنبرغ (بالسويدية: Raoul Gustav Wallenberg) ‏(4 أغسطس 1912 في ستوكهولم، عرف مصيره فقط في أواسط عام 1947) كان دبلوماسيًّا سويديًّا.
قام بمحاولات جادة لإنهاء ما عرف بمشكلة اليهود الأوروبيين مع الهولوكوست. عندما كان يعمل دبلوماسيًا في مدينة بودابست أعطى جوازات سفر سويدية لكثير من اليهود المجريين، الأمر الذي أدى وفق بعض المصادر لإنقاذ حياة 12 ألف يهودي. تم اعتقاله عام 1945 من طرف القوات الروسية بتهمة التجسس لصالح الولايات المتحدة الأمريكية. زعم السوفيت أنه توفي في السجن بجلطة قلبية عام 1947 لكن الكثير من الشكوك دارت حول طريقة وفاته.

## حياته
ولد راؤول ولنبرغ في كابستا لأب كان يعمل ظابطا في البحرية السويدية، (راؤول أوسكار ولنبرغ، 1888-1912) توفي قبل ثلاثة أشهر من ولادة ابنه راؤول، وأم أجدادها من اليهود، (ماريا صوفيا ويسينغ، 1891-1979). كان جده من جهة الأب دبلوماسيا أيضا، بعد نحو ست سنوات من وفاة والده تزوجت والدته من جديد عام 1918

## التدريب والمهنة

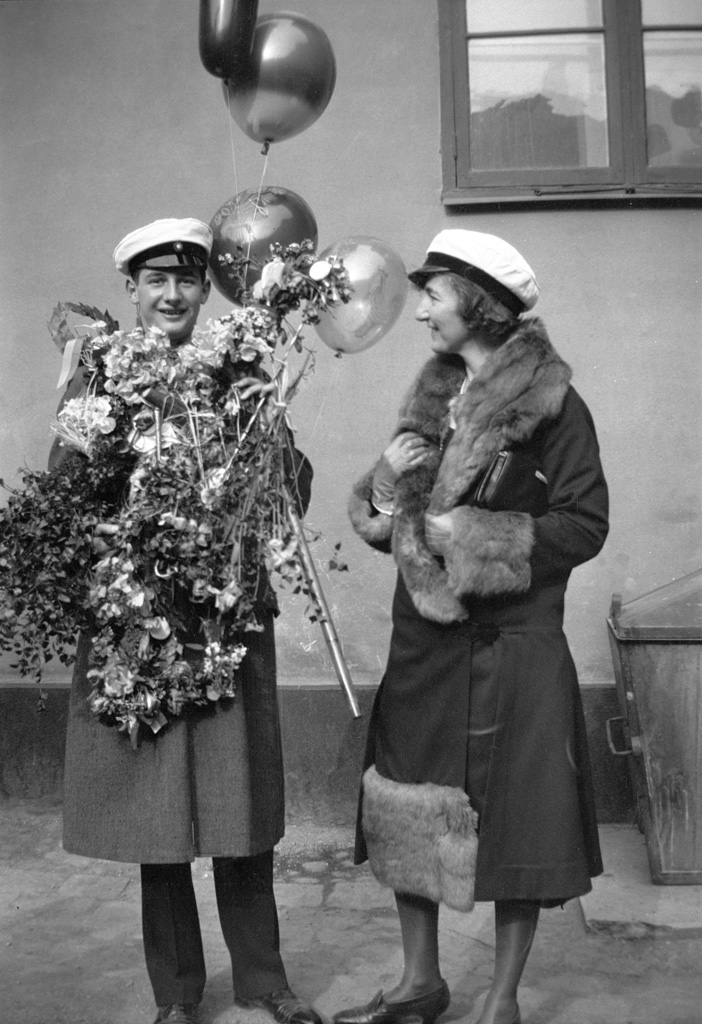
راؤول والينبيرغ (1912-1947)، ابن ابن عَمِّ بيريت والينبيرغ، في يوم تخرجه من مدرسة نيا إليمنتار الثانوية في ستوكهولم. إلى اليمين والدته ماج فون داردل.
التفاصيل الجغرافية:
- المقاطعة (landskap): أوبلاند
- البلدية : ستوكهولم
- المحافظة : ستوكهولم
التصوير: بيريت والينبيرغ

في عام 1931 ذهب راؤول إلى الولايات المتحدة الأمريكية لدراسة الهندسة المعمارية وأنهى دراسته بامتحان البكالوريوس من جامعة ميشيغان عام 1935. تعلم بعدها اللغة الروسية. بعد عودته إلى السويد ذهب إلى كيب تاون في جنوب أفريقيا للعمل في شركة سويدية بعد أن أوجدها له جده، وفي نفس العام انتقل للعمل إلى فرع بنك هولندي في حيفا. عاد مرة أخرى إلى السويد عام 1936 للعمل في الشركة المركزية للتجارة الأوروبية.

## وصلات خارجية
- راؤول فالنبرغ على موقع الموسوعة البريطانية (الإنجليزية)
- راؤول فالنبرغ على موقع مونزينجر (الألمانية)
- راؤول فالنبرغ على موقع إن إن دي بي (الإنجليزية)
- راول فالنبرغ, موقع ياد فاشيم
- أنصار الشعب اليهودي